# 星名ヒサ
星名 ヒサ（ほしな ひさ、1874年（明治7年）6月21日 - 1954年（昭和29年））は日本の教員。同志社女学校に学び、夫星名謙一郎とのハワイ、テキサスでの生活を経て英語、裁縫を身につけ、松山女学校、同志社女子専門学校で教えた。同志社では長く宣教師メアリー・フローレンス・デントンに仕えた。

## 生涯

### 再婚前
1874年（明治7年）6月21日愛媛県宇和郡卯之町で酒や醤油の醸造を営む旧家末光家の三男五女の第4子・三女として生まれた。地元卯之町の開明学校を卒業し、吉田町の油商浅野家に嫁いだが、離婚した。
1895年（明治28年）京都同志社女学校普通科2年に編入し、1898年（明治31年）6月卒業し、専門部英文学科に進学したが、1899年（明治32年）長兄類太郎が死去し、両親も体調不良のため、7月退学して卯之町の実家に戻り、妹トモと家事を助けた。

### 海外生活
1901年（明治34年）父三郎の知人でハワイ在住の星名謙一郎との結婚が決まり、3月海を渡り、4月21日ワイアルアに向かい式を挙げた。ハワイではウィリアム婦人に裁縫、刺繍、ビカント婦人に家事を学んだ。
1904年（明治37年）1月長女の夭逝を機に、同志社在学中に社長だった西原清東を頼って夫婦でテキサス州に渡り、当地で進行中の米作事業に加わったが、失敗した。父末光三郎の病気のため帰国し、卯之町の末光家別荘、松山市持田町の義妹キヨの嫁ぎ先津下家に住んだ。

### 教員時代
1909年（明治42年）夫は再起を図るためブラジルに渡ったが、ヒサは子供を日本で教育するため日本で自活することを決意し、松山女学校で英語、洋裁、刺繍、家事を教えた。

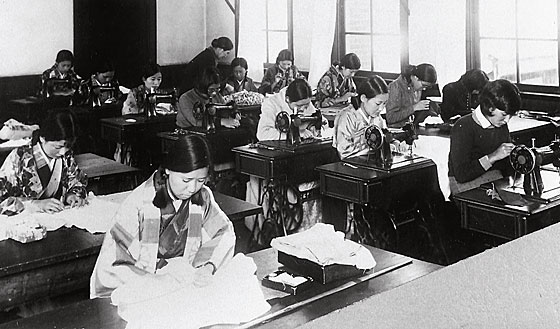
1930年（昭和5年）洋裁の授業の様子

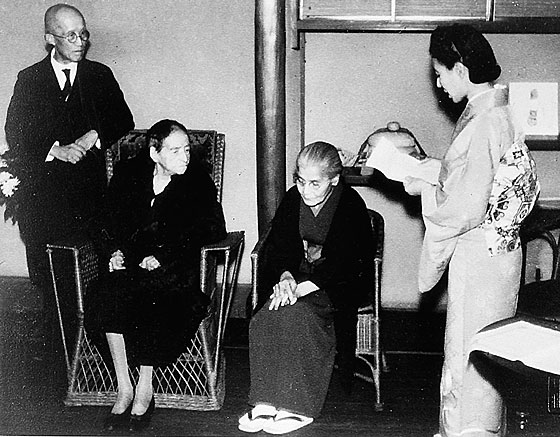
同窓会主催デントン80歳の祝会

1912年（大正元年）には恩師メアリー・フローレンス・デントンの誘いで同志社女学校に着任し、裁縫を教えた。1930年（昭和5年）同志社女子専門学校教授に就任した。同志社では37年に渡ってデントンに仕え、第二次世界大戦開戦後も特別高等警察監視下となったデントンの傍を離れず生活を支えた。
1954年（昭和29年）5月9日午後2時30分胃潰瘍のため同志社女子部内の自宅で死去した。墓は相国寺長得院墓地デントン墓碑の隣にあり、同志社大学今出川キャンパス図書館屋上にはデントンとの友情を記念する碑がある。

## 著書
- 1936年（昭和11年） 『洋裁と修飾』

## 家族

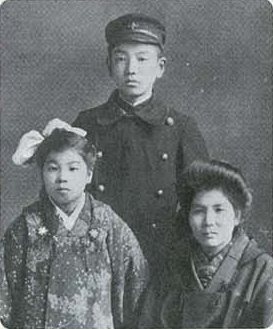
星名ヒサと子供

- 父：末光三郎 - 明治40年（1907年）10月23日没[5]。
- 母：チカ[2]
  - 長兄：類太郎 - 明治32年（1899年）夏没[2]。
  - 妹：トモ（知子）[2]
  - 末弟：末光信三 - 同志社高等女学部教頭[1]。
- 前夫：浅野某 - 吉田町の油商[2]。
- 後夫：星名謙一郎
  - 長女 - 明治36年（1903年）11月夭逝[10]。
  - 長男：星名秦 - 明治37年（1904年）生[11]。
  - 娘：江上幸子 - 明治41年（1908年）6月生[6]。江上波夫妻[11]。